# 27 февраля
27 февраля — 58-й день года  по григорианскому календарю.
До конца года остаётся 307 дней (308 дней в високосные годы).
До 15 октября 1582 года — 27 февраля по юлианскому календарю, с 15 октября 1582 года — 27 февраля по григорианскому календарю.
В XX и XXI веках соответствует 14 февраля по юлианскому календарю.

## Праздники и памятные дни
См. также: Категория:Праздники 27 февраля

### Международные
- Международный день неправительственных организаций.
- Международный день белого медведя.

### Национальные
- Доминиканская Республика — День независимости.
- Иран — День исламского воспитания.

### Профессиональные
- Россия — День Сил специальных операций[2].

### Религиозные

#### Католицизм
- Память святой Онорины[англ.];
- память Габриэля делл’Аддолората.

#### Православие[3]
- Память равноапостольного Кирилла (Константина) Философа, Моравского, учителя Словенского (869);
- память преподобного Марона, пустынника Сирийского (ок. IV—V в.);
- память преподобного Авксентия Вифинского, отшельника, пресвитера (ок. 470);
- память святителя Авраамия, епископа Каррийского (V в.);
- память преподобного Исаакия, затворника Печерского, в Ближних пещерах (ок. 1090);
- память 12 греков, строителей соборной Успенской церкви Киево-Печерской лавры (XI в.);
- перенесение мощей благоверного князя Михаила Черниговского и боярина Феодора (1578);
- память священномученика Онисима (Пылаева), епископа Тульского (1937);
- память священномученика Трифона Родонежского, диакона (1938);
- память священномученика Павла Дернова и его сыновей Бориса, Григория и Симеона (1918).

### Именины
- Католические: Габриэль, Онорина.
- Православные: Авксентий, Авраамий, Георгий, Исаакий, Кирилл, Константин, Марон, Михаил, Онисим, Рафаил, Трифон, Фёдор, Филимон.

## События
См. также: Категория:События 27 февраля

### До XIX века
- 380 — провозглашён эдикт императора Феодосия I Великого, объявляющий христианство государственной религией именно в форме Никейского исповедания.
- 425 — основан университет в Константинополе.
- 1536 — осада крепости Себеж литовской армией закончилась безрезультатно.
- 1598 — Борис Годунов избран на царство Земским собором.
- 1609 — подавлен заговор русских воевод Романа Гагарина, Григория Сунбулова и Тимофея Грязного с целью свергнуть с престола Василия Шуйского.
- 1693 — в Лондоне вышел первый в мире журнал для женщин The Ladies' Mercury[англ.].
- 1776 — Война за независимость США: сражение при Мурскрик-Бридж.
- 1781 — Екатерина II издаёт указ о создании в Санкт-Петербурге «городских школ», первых публичных школ в Российской империи.

### XIX век
- 1813 — подписан Калишский союзный трактат между Россией и Пруссией против Наполеона.
- 1844 — Доминиканская Республика получила независимость от Гаити.
- 1879 — получен искусственный подсластитель сахарин.
- 1881 — Первая англо-бурская война: битва за Маджуба-Хилл, победа буров.
- 1882 — в России впервые разрешено частным лицам пользоваться телефонами.
- 1883 — запатентован автомат для скручивания сигар.
- 1900
  - Вторая англо-бурская война: завершилась битва при Пардеберге
  - Основана Лейбористская партия Великобритании.
  - В Германии создан футбольный клуб «Бавария Мюнхен».

### XX век
- 1915 — сибирские стрелковые дивизии разбили немцев под Праснышем, отбросив их в Восточную Пруссию.
- 1919 — в Вильнюсе провозглашено образование Литовско-Белорусской Советской Социалистической Республики («Литбел»).
- 1925 — в Мюнхене воссоздана Национал-социалистическая немецкая рабочая партия.
- 1932 — Джеймс Чедвик открыл нейтрон.
- 1933 — поджог Рейхстага.
- 1937 — в ходе Большого террора арестованы нарком почт и телеграфа СССР Алексей Рыков и член Политбюро ЦК ВКП(б) Николай Бухарин.
- 1942 — Вторая мировая война: победа Японии в сражении в Яванском море.
- 1951 — ратифицирована Двадцать вторая поправка к Конституции США, ограничившая количество президентских сроков для одного человека двумя.
- 1963 — инаугурация президента Доминиканской Республики Хуана Боша.
- 1964 — спущен на воду мезоскаф «Огюст Пикар», первый в мире туристический подводный аппарат, совершивший 1100 погружений в Женевское озеро.
- 1965 — первый полёт транспортного самолёта Ан-22 («Антей»).
- 1978 — родезийцы под прикрытием боевых вертолётов вторглись на территорию Ботсваны.
- 1988 — начался Сумгаитский погром.
- 1989 — в столице Венесуэлы Каракасе начались «Каракасо» — волнения, вызванные неолиберальными реформами правительства.
- 1999 — британский хит-парад возглавила Бритни Спирс со своим первым синглом …Baby One More Time (две недели на вершине).

### XXI век
- 2001 — катастрофа Short 360 под Эдинбургом. Погибли все 2 человека на борту.
- 2004 — токийский окружной суд вынес смертный приговор главе секты «Аум синрикё» Сёко Асахаре.
- 2007 — «Чёрный вторник» для китайского фондового рынка
- 2010 — мощное землетрясение в Чили; погибло более 800 человек.
- 2011 — создан Переходный национальный совет Ливии.
- 2015 — в Москве убит Борис Немцов.
- 2022 — референдум о принятии изменений в конституцию Белоруссии.

## Родились
См. также: Категория:Родившиеся 27 февраля

### До XIX века
- 272 — Константин I Великий (ум. 337), римский император (с 306).
- 1500 — Жуан ди Каштру (ум. 1548), португальский государственный и военный деятель, четвёртый вице-король Португальской Индии.
- 1793 — Бальдомеро Эспартеро (ум. 1879), испанский генерал и государственный деятель.

### XIX век
- 1807 — Генри Уодсуорт Лонгфелло (ум. 1882), американский поэт и переводчик.
- 1823 — Жозеф Эрнест Ренан (ум. 1892), французский философ и писатель, историк религии, семитолог.
- 1827 — Поликарп Гирштовт (ум. 1877), российский хирург, издатель, редактор, доктор медицины.
- 1831 — Николай Ге (ум. 1894), русский художник.
- 1834 — Эзра Карман (ум. 1902), американский военный и историк.
- 1840 — Томас Келли-Кенни[англ.] (ум. 1914) — английский генерал; участник Второй англо-бурской войны.
- 1845 — Григор Арцруни (ум. 1892), армянский публицист, критик, либеральный общественный деятель, один из руководителей движения за освобождение турецких армян.
- 1856 — Маттиа Баттистини (ум. 1928), итальянский оперный певец (баритон).
- 1858 — Адриан Карлович Сильверсван (ум. 1933) — русский художник, мастер пейзажа и жанровых картин.
- 1861 — Рудольф Штейнер (более вероятно — 25 февраля; ум. 1925), немецкий эзотерик и теософ.
- 1863
  - Хоакин Соролья (ум. 1923), испанский живописец-импрессионист.
  - Джордж Герберт Мид (ум. 1931), американский философ, психолог и социолог.
- 1870 — Юлий Мадерниекс (ум. 1955), латышский художник, мастер декоративно-прикладного искусства.
- 1875 — Владимир Филатов (ум. 1956), русский советский офтальмолог и хирург, академик.
- 1887 — Пётр Нестеров (погиб в 1914), русский военный лётчик-ас, основоположник высшего пилотажа.
- 1888 — Роберто Ассаджоли (ум. 1974), итальянский психолог, психиатр, гуманист, основатель психосинтеза.
- 1897
  - Бернар Лио (ум. 1952), французский астроном.
  - Мариан Андерсон (ум. 1993), американская певица (контральто), первая из афроамериканских артистов, кто выступал на сцене «Метрополитен-опера».
- 1899 — Чарлз Герберт Бест (ум. 1978), канадский врач и физиолог.

### XX век
- 1901 — Марино Марини (ум. 1980), итальянский художник и скульптор.
- 1902
  - Этельда Блейбтрей (ум. 1978), американская пловчиха, трёхкратная олимпийская чемпионка (1920).
  - Джон Стейнбек (ум. 1968), американский писатель, лауреат Нобелевской премии (1962).
- 1904 — Юлий Харитон (ум. 1996), русский физик, один из руководителей советского проекта атомной бомбы, трижды Герой Социалистического Труда.
- 1909 — Борис Мокроусов (ум. 1968), советский композитор.
- 1910 — Джоан Беннетт (ум. 1990), американская актриса театра и кино.
- 1912 — Лоуренс Джордж Даррелл (ум. 1990), английский писатель и поэт, старший брат писателя-анималиста Джеральда Даррелла.
- 1913 — Ирвин Шоу (ум. 1984), американский писатель и киносценарист.
- 1915 — Олави Вирта (ум. 1972), финский певец, композитор и киноактёр.
- 1920 — Алексей Рязанов (ум. 1992), лётчик-истребитель, генерал-майор авиации, дважды Герой Советского Союза.
- 1921 — Евгений Мигунов (ум. 2004), советский художник-мультипликатор, иллюстратор и карикатурист.
- 1923 — Гелена Великанова (ум. 1998), советская эстрадная певица.
- 1925 — Нафи Джусойты (Джусоев) (ум. 2017), советский и осетинский писатель, литературовед, доктор филологических наук.
- 1926 — Дэвид Хьюбел (ум. 2013), канадский и американский нейрофизиолог, учёный-когнитивист, лауреат Нобелевской премии (1981).
- 1929 — Джалма Сантос (ум. 2013), бразильский футболист, двукратный чемпион мира (1958, 1962).
- 1930 — Уско Лаукканен (ум. 2005), финский иллюстратор и детский писатель.
- 1932
  - Элизабет Тейлор (ум. 2011), американская актриса, трижды обладательница премии «Оскар».
  - Евгений Урбанский (погиб в 1965), актёр театра и кино, заслуженный артист РСФСР.
- 1935 — Мирелла Френи (ум. 2020), итальянская оперная певица (лирическое сопрано).
- 1939
  - Кендзо Такада (ум. 2020), японский модельер и дизайнер, основатель бренда Kenzo.
  - Питер Ревсон (погиб в 1974), американский автогонщик, пилот «Формулы-1».
- 1943 — Карлос Алберто Паррейра, бразильский футболист и тренер.
- 1945 — Даниэль Ольбрыхский, польский актёр театра и кино.
- 1947
  - Гидон Кремер, латвийский и немецкий скрипач и дирижёр.
  - Авангард Леонтьев, актёр театра и кино, народный артист России.
- 1948 — Феодор Аткин, французский актёр.
- 1951 —  Стив Харли (ум. 2024), британский рок-музыкант, певец и автор песен.
- 1950 — Франко Москино (ум. 1994), итальянский модельер, основатель бренда Moschino.
- 1956 — Анне Вески, певица, народная артистка Эстонии, заслуженная артистка России.
- 1957 — Татьяна Догилева, актриса театра и кино, кинорежиссёр, народная артистка России.
- 1961 — Георгий Гурьянов (ум. 2013), советский и российский рок-музыкант, художник.
- 1964 — Томас Ланге, немецкий гребец (академическая гребля), двукратный олимпийский чемпион в «одиночках» (1988 и 1992).
- 1966 — Балтазар Кормакур, исландский кинорежиссёр и актёр.
- 1970
  - Олег Антонов, советский и российский волейболист, тренер.
  - Томас Липс, швейцарский кёрлингист и тренер по кёрлингу.
- 1971 — Chilli (наст. имя Розонда Оселин Томас), американская R&B- и поп-певица, танцовщица, актриса, участница группы TLC.
- 1973 — Мурат Кумпилов, российский государственный и политический деятель. Глава Республики Адыгея с 10 сентября 2017 года.
- 1976 — Сергей Семак, российский футболист, тренер.
- 1977 — Джеймс Ван, австралийский кинорежиссёр фильмов ужасов, сценарист и продюсер, известный съёмками кинофраншиз «Пила», «Астрал» и «Заклятие».
- 1978 — Каха Каладзе, грузинский политик, мэр Тбилиси с 2017 года, в прошлом — футболист.
- 1980 — Челси Клинтон, американская общественная деятельница, дочь 42-го президента США Билла Клинтона и Хиллари Клинтон.
- 1983 — Кейт Мара, американская киноактриса.
- 1985 — Динияр Билялетдинов, российский футболист.
- 1994 — Хоу Ифань, китайская шахматистка, четырёхкратная чемпионка мира среди женщин.
- 1996 — Марта Бассино, итальянская горнолыжница, чемпионка мира.

## Скончались

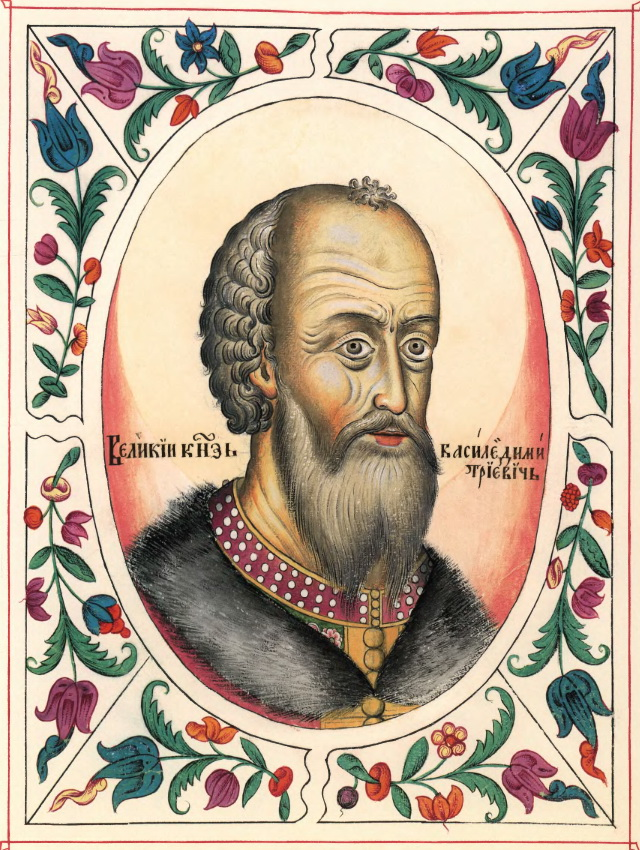
Василий I Дмитриевич

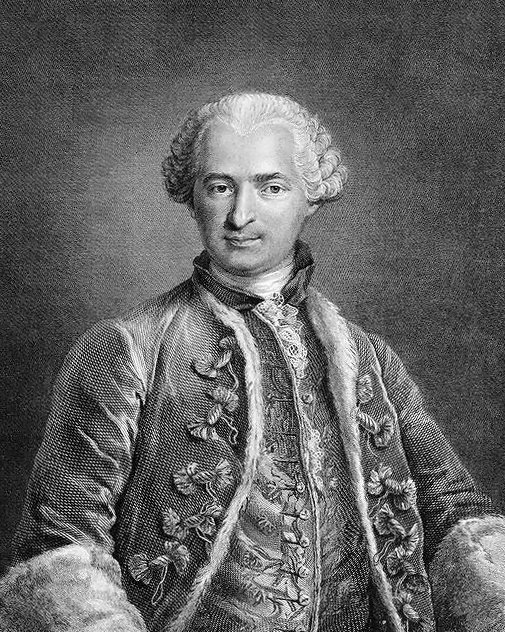
Граф Сен-Жермен

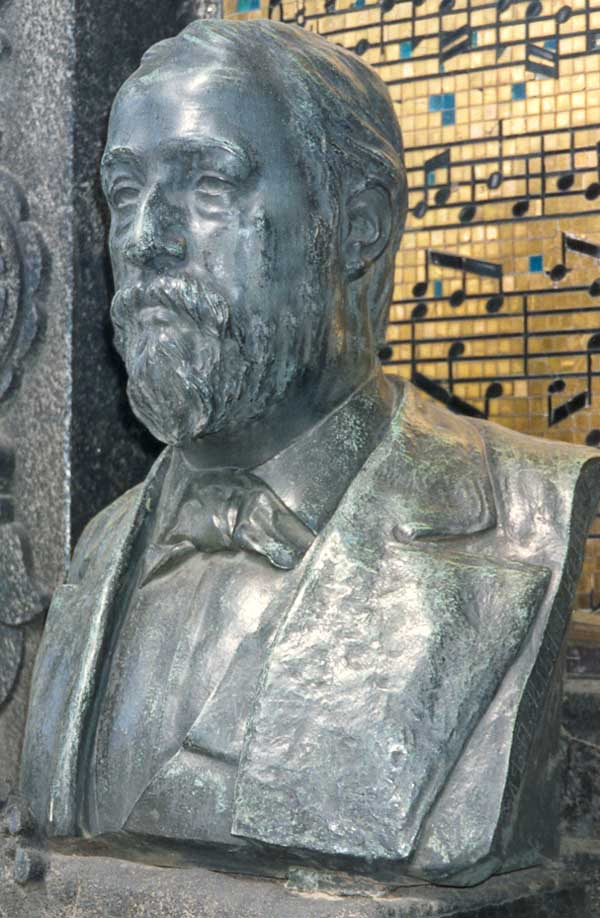
Бородин

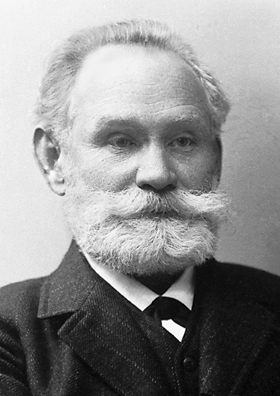
Павлов

См. также: Категория:Умершие 27 февраля

### До XIX века
- 1425 — Василий I Дмитриевич (р. 1371), великий князь московский и владимирский (с 1389), старший сын Дмитрия Ивановича Донского и великой княгини Евдокии.
- 1784 — граф Сен-Жермен (р. 1712), французский дипломат, композитор, путешественник, оккультист.

### XIX век
- 1814 — Жюльен-Луи Жоффруа (р. 1743), французский театральный и литературный критик.
- 1821 — Вильгельм I (р. 1743), граф Ганау (1760—1785), ландграф Гессен-Касселя (1785—1803), курфюрст Гессена (1803—1821).
- 1854 — Фелисите Робер де Ламенне (р. 1782), французский философ и публицист, аббат, один из основоположников христианского социализма.
- 1855 — Брайан Донкин (р. 1768), английский инженер, изобретатель станка по производству бумаги.
- 1887 — Александр Бородин (р. 1833), русский композитор и химик.
- 1895 — Николай Телешов (р. 1828), изобретатель, автор первого в России проекта самолёта и одного из первых в мире проектов реактивного самолёта.

### XX век
- 1906 — Сэмюэл Лэнгли (р. 1834), американский астроном и физик, изобретатель болометра, один из пионеров авиации.
- 1918 — Василий Сафонов (р. 1852), русский пианист, дирижёр, педагог, общественный деятель.
- 1920 — Людвиг Рубинер (р. 1881), немецкий поэт, литературный критик, эссеист, представитель экспрессионизма.
- 1925 — Гликерия Федотова (р. 1846), русская актриса, педагог, народная артистка Республики, ведущая актриса Малого театра.
- 1927 — Владимир Михельсон (р. 1860), российский и советский физик, геофизик, профессор, один из основоположников российской актинометрии.
- 1936 — Иван Павлов (р. 1849), русский физиолог, нобелевский лауреат по физиологии и медицине (1904).
- 1939 — Надежда Константиновна Крупская (р. 1869), российская революционерка, советский партийный, государственный и культурный деятель, супруга В. И. Ленина.
- 1940 — Петер Беренс (р. 1868), немецкий архитектор и дизайнер.
- 1943 — погиб Александр Матросов (р. 1924), рядовой гвардейского стрелкового полка, Герой Советского Союза.
- 1943 — Джемаль Гюлер (р. 1902), турецкий художник-карикатурист.
- 1962 — Альберт Рис Вильямс (р. 1883), американский журналист, участник гражданской войны в России на стороне большевиков.
- 1963 — Владимир Конашевич (р. 1888), русский советский художник, автор иллюстраций к детским книгам.
- 1964 — Сергей Фиников (р. 1883), русский советский математик, профессор МГУ.
- 1968 — Софья Дзержинская (р. 1882), польская и российская революционерка, жена Ф. Э. Дзержинского.
- 1970 — Брюс Локхарт (р. 1887), британский дипломат, тайный агент, журналист, писатель.
- 1973 — Степан Шкурат (р. 1886), актёр театра и кино, заслуженный артист РСФСР.
- 1976 — Кальман Калочаи (р. 1891), венгерский эсперантолог, переводчик и поэт на языке эсперанто.
- 1977 — Джон Диксон Карр (р. 1906), американский писатель, автор детективных романов.
- 1982
  - Юрий Егоров (р. 1920), кинорежиссёр, актёр и сценарист, народный артист РСФСР.
  - Малика Сабирова (р. 1942), таджикская артистка балета, педагог, народная артистка СССР.
- 1987 — Фумио Камэи (р. 1908), японский кинорежиссёр, сценарист.
- 1989 — Конрад Лоренц (р. 1903), австрийский зоолог, лауреат Нобелевской премии по физиологии и медицине (1973).
- 1991 — Димитрие Манджерон (р. 1906), румынский математик и механик, профессор, член-корреспондент Румынской академии.
- 1992 — Альгирдас Жюльен Греймас (р. 1917), французский лингвист, фольклорист и литературовед литовского происхождения.
- 1993 — Лиллиан Гиш (р. 1896), американская киноактриса, обладательница премии «Оскар».
- 1994 — Евгения Жигуленко (р. 1920), советская лётчица-штурмовик, Герой Советского Союза, режиссёр, актриса, сценарист.
- 1997 — Анатолий Крупнов (р. 1965), советский и российский музыкант и поэт, основатель и лидер группы «Чёрный обелиск».
- 2000 — Марина Левтова (р. 1959), советская и российская актриса театра и кино, заслуженная артистка РФ.

### XXI век
- 2004 — Иосиф Розенталь (р. 1919), советский и российский физик.
- 2007 — Константин Григорьев (р. 1937), советский актёр театра и кино, сценарист.
- 2008 — Самуил Алёшин (наст. фамилия Котляр; р. 1913), русский советский писатель, драматург, сатирик, мемуарист.
- 2012 — Элий Белютин (р. 1925), советский и российский художник, педагог, теоретик искусства.
- 2013
  - Рамон Деккерс (р. 1969), голландский тайбоксер, 8-кратный чемпион мира по муай тай.
  - Имант Зиедонис (р. 1933), латышский поэт, прозаик, сценарист, лауреат Государственной премии Латвийской ССР.
  - Ван Клиберн (р. 1934), американский пианист, победитель I Международного конкурса им. Чайковского (1958).

- 2015
  - убит Борис Немцов (р. 1959), российский политик и государственный деятель.
  - Леонард Нимой (р. 1931), американский актёр, кинорежиссёр, поэт.
- 2018 — Лариса Васильева (р. 1935), советская и российская поэтесса, прозаик, драматург.
- 2022
  - Виктор Татарский (р. 1939), советский и российский теле- и радиоведущий, актёр, член Союза журналистов России.
  - Юрий Краузе (р. 1936), советский и российский журналист, телеведущий, сценарист.
- 2024
  - Ричард Льюис (р. 1947), американский комик и актёр.
  - Ричард Трули (р. 1937), лётчик-испытатель и астронавт НАСА. В 1977 году участвовал в атмосферных испытаниях на «Энтерпрайзе». Совершил два космических полёта: в качестве пилота на шаттле «Колумбия» — STS-2 и в качестве командира экипажа на шаттле «Челленджер» — STS-8.
- 2025 — Борис Спасский (р. 1937), советский и французский шахматист, гроссмейстер, 10-й чемпион мира по шахматам.

## Народный календарь, приметы и фольклор Руси
Кирилл.
- Хорошая погода на Кирилла сулит морозы.
- Бабьи взбрыксы (в старину на Руси в этот день повитухи принимали с гостинцами женщин, у которых они принимали роды)[4][5].